# Amplitudna modulacija
Amplitudna modulacija (kratica AM) je način prenašanja informacij na daljavo s spreminjanjem jakosti oz. amplitude nosilnega signala s konstantno frekvenco. Najpogosteje se uporablja za komunikacijo z radijskim valovanjem in je obenem najstarejši način za radijski prenos zvoka.
Poseben način amplitudne modulacije je vklapljanje in izklapljanje nosilne frekvence, kjer ima nastali signal le dve vrednosti - 1 ali 0. Na ta način deluje telegraf, ki je najstarejša oblika komunikacije z električnimi signali (nekateri telegrafijo smatrajo kot prvi digitalni način komunikacije). V novejšem času pa ga uporablja standard Bluetooth za povezavo računalnika z miško, tipkovnico ali drugimi orodji.

## Osnova amplitudne modulacije
Za poenostavitev naj bo nosilni signal n(t) sinusne oblike z amplitudo N in krožno frekvenco ωn, modulacijski signal m(t) pa ravno tako sinusne oblike z amplitudo M in krožno frekvenco ωm.
{\displaystyle n(t)=N\cdot \sin(\omega _{n}t+\phi _{n})}

{\displaystyle m(t)=M\cdot \sin(\omega _{m}t+\phi _{m})}

Amplitudno moduliran signal a(t) nastane z množenjem modulacijskega in nosilnega signala v mešalnem vezju:
{\displaystyle a(t)=[A+m(t)]\cdot n(t)},

pri čemer je A amplituda signala a(t).

Z uporabo adicijskega izreka nastane naslednji izraz:
{\displaystyle a(t)=A\cdot \sin(\omega _{n}t)+{\frac {AM}{2}}[\cos((\omega _{n}+\omega _{m})t+\phi )-\cos((\omega _{n}-\omega _{m})t-\phi )]}

Iz tega sledi, da ima modulirani signal a(t) naslednje komponente:
- nosilni signal
- zgornji bočni pas s frekvenco, enako vsoti frekvenc nosilnega in modulacijskega signala
- spodnji bočni pas s frekvenco, enako razliki frekvenc nosilnega in modulacijskega signala.

Razmerje amplitud nosilnega in modulacijskega signala se imenuje globina modulacije, ki se po navadi izraža v odstotkih. Pove, kolikšna je največja sprememba amplitude moduliranega signala M v primerjavi z amplitudo nemoduliranega nosilnega signala A.
{\displaystyle m={\frac {M}{A}}={\frac {a(t)_{max}-a(t)_{min}}{a(t)_{max}+a(t)_{min}}}}

Ločimo naslednje primere:
- Če je M < A, je modulacijska globina < 100%
- Če je M = A, je modulacijska globina 100 %, amplituda signala a(t) se spreminja med 0 in A
- Če je M > A, je modulacijska globina > 100 %

V primeru m > 100% se v obeh bočnih pasovih pojavijo dodatne frekvence, zaradi česar se pasovna širina signala a(t) poveča, kar povzroča večjo zasedenost frekvenčnega spektra oz. motnje za ostale uporabnike. Zato v praksi težimo k temu, da modulacijska globina nikoli ne preseže 100%.

## Prednosti in slabosti amplitudne modulacije
Amplitudna modulacija je postala priljubljena zaradi enostavnih naprav. Oddajnik, ki oddaja amplitudno moduliran signal, je sorazmerno enostaven, pa tudi sprejemnik AM signala je izveden zelo enostavno, saj zadošča le detektor ovojnice, ki iz signala s pomočjo filtra in usmernika izloči koristno informacijo (glej tudi detektorski sprejemnik).
Slabosti amplitudne modulacije pa so naslednje:
- Sprejem AM signala je močno občutljiv na naravne in umetno povzročene motnje iz okolja, ki imajo tudi značaj amplitudno moduliranih signalov. Frekvenčno modulirani signal teh težav nima.

- Uporaba AM povzroča slabšo izrabo moči oddajnika, saj nosilni signal, ki sam po sebi ne nosi informacij, porabi približno 50% celotne moči signala. Zadevo dodatno poslabša tudi dejstvo, da signal vsebuje dva bočna pasova, ki prenašata identične informacije, kar pomeni podvojitev potrebne moči.

Ravno zaradi slabšega izkoristka so se pojavile izpeljanke amplitudne modulacije, kjer se s filtriranjem odstranijo ali vsaj močno zmanjšajo odvečne komponente amplitudno moduliranega signala. Največ prinese zmanjšanje moči nosilnega signala. V večini primerov nosilni signal ni popolnoma odstranjen (pilotni signal), saj je na osnovi informacije o frekvenci nosilnega signala možna demodulacija brez popačenja. V primeru popolne odstranitve nosilnega signala je potrebno ta signal zagotoviti ob demodulaciji, kar pa ne omogoča nujno pravilne reprodukcije informacije.

Poleg nosilnega signala se lahko odstrani tudi zgornji ali spodnji bočni pas, s čimer nastane enobočna modulacija (SSB), ki je približno 4-krat učinkovitejša od čiste amplitudne modulacije in pri enaki moči oddajnika omogoča 4-krat večji doseg.